# Lipták János (tanár)
Lipták János (Felka, 1889. december 13. – Warstein in Westfalen, 1958. december 18.) cipszer késmárki gimnáziumi tanár, intézetigazgató.

## Élete
Egy építési vállalkozó és fűrészmalom-tulajdonos fiaként született, öten voltak testvérek. Az algimnáziumot Késmárkon végezte, majd apja halála után az iglói főgimnáziumba járt. 1907-ben franciául is tanult, majd Teleky-Róth Johanna ösztöndíjat és könyvjutalmat kapott és Bruckner Győző osztályában jelesen érettségizett. A Markovits gyorsíró-kör tagja és könyvtárosa volt. 1907-től a Budapesti Egyetem latin és történelem szakán tanult. Az Eötvös Collegium diákja volt. 1911-ben fejezte be tanulmányait, s megszerezte a tanári képesítést és a bölcsészdoktori minősítést is. Ekkortól kezdve 33 éven át, 1944 szeptemberéig a késmárki evangélikus líceum latin és történelem tanára volt.
1919-ben a csehszlovák államfordulat után a líceum léte veszélybe került. Az akkori igazgatóval, Bruckner Károllyal (1863–1945) együtt kidolgozta a tanintézmény új alapszabályzatát, hogy a prágai oktatási minisztérium elfogadja az iskolát.
Több egyesület és tanács tagja volt (az evangélikus egyházközség presbitere, a Kárpát Egyesület tiszteletbeli tagja, a Szepesi Bank felügyelői bizottságának tagja). Főként szepesi helytörténetkutatással foglalkozott. Forráskutatásokat végzett, rendezte a líceum levéltárát, és irányította a késmárki és leibici levéltárak anyagának újrarendezését is. 1940-ben ő lett az igazgatója a Késmárkon létrehozott Institut für Heimatforschung-nak (Honismereti Kutatások Intézete). 1942-ben és 1943-ban megszervezte a Karpatendeutsche Hochschulwochen-t (Kárpáti Német Felsőoktatási Hetek), melynek keretében a szlovákiai németség történetének kutatói tartottak előadásokat, szakmai eszmecseréket.
1944 szeptemberében a késmárki líceumot Németországba evakuálták. A második világháború végén, ahogy közeledett a front, családjával együtt ő is elköltözött Németországba. Bár már évek óta beteg volt, mindenféle lejárató viták miatt az amerikai kémelhárítás (CIC) letartóztatta és 10 hónapon át vizsgálati fogságban tartotta. A súlyos beteggé vált Lipták Nyugat-Németorszgában már nem vállalhatott tanári állást. Warstein városában éveken át evangélikus szervezetek adományain tengődött. Ennek ellenére is mindig segítette a Németországba került felvidéki németeket. Amikor megalakult az Evangelische Hilfskomitee für die Slowakeideutschen (Szlovákiai Németek Evangélikus Segélybizottsága), Desiderius Alexy (Alexy Dezső) lelkész lett az egyházi, Lipták pedig a világi vezetője. Folytatta tudományos tevékenységét is. 1950-től kiadója a Karpaten-Jahrbuch (Kárpáti Évkönyv) első 10 kötetének. Ez volt a kitelepített felvidéki németek németországi folyóirata. Számos folyóiratban publikált, főleg a Karpatenlandban (Kárpátok Vidéke) és a Südostforschungenben (Délkelet-európai Kutatások).
Több, a Szepességgel és a Tátrával foglalkozó történeti mű szerzője, a Karpathenverein (Kárpát Egyesület) tagja, egy időben elnökhelyettese. 1911–1944 között a késmárki gimnázium latin és történelem tanára, 1941–1944 között a késmárki Institut für Heimatforschung igazgatója.

## Elismerései
- 1943 Roland Steinacker(wd) pozsonyi német történésszel együtt megkapta a Prinz-Eugen-Preis (Savoyai Jenő Herceg Kitüntetés) kitüntetést is.

## Művei
- 1933 Geschichte des evang. Distriktual-Lyzeums A.B. Kesmark. Késmárk.
- 1935 Urgeschichte und Besiedlung der Zips. Késmárk.
- 1936 Dr Johann Weisz von Dercsényi. Késmárk.
- 1936 Vorläufer der Botanik in der Zips. Die Karpathen 1936.
- 1937 Das Rote Kloster und Frater Cyprianus. Késmárk.
- 1938 Alchimisten, Gottsucher und Schatzgräber in der Zips. Késmárk.
- 1938 Namenlose Turisten. Die Karpathen 1938.
- 1942 Daniel Speer der Ungarische oder Dazianische Simplicissimus. Die Karpathen 1942.
- 1943 David Frölich. Karpathen-Post 1943/3-4.
- 1956 Bildungswege des Karpathendeutschtums. Südostdeutsches Heimatsblätter 1956/5.
- 1958 Bedeutung der Kupfererezeugung im Kaprathischen Begbau. Südostdeutsches Archiv 1958/1.
- 1959 Zinsregister der Stadt Käsmark vom Jahre 1434. Südostdeutsches Archiv 1959/2.
- Deutschtumsfragen im Nordkarpatenraum (Németséggel kapcsolatos kérdések az Északi-Kárpátok térségében)